# بيتي سن
بيتي سن (بالصينية: 孙俪) (و. 1982 – م) هي ممثلة، من جمهورية الصين الشعبية، ولدت في شانغهاي.

## وصلات خارجية
- بيتي سن على موقع IMDb (الإنجليزية)
- بيتي سن على موقع ألو سيني (الفرنسية)
- بيتي سن على موقع ميوزك برينز (الإنجليزية)
- بيتي سن على موقع أول موفي (الإنجليزية)
- بيتي سن على موقع أول موفي (الإنجليزية)
- بيتي سن على موقع قاعدة بيانات الأفلام السويدية (السويدية)
- بيتي سن على موقع قاعدة بيانات الفيلم (الإنجليزية)
- بيتي سن على موقع كينوبويسك (الروسية)
- بيتي سن على موقع كينوبويسك (الروسية)